# 曹湜
曹湜（?—?），真定府灵寿（今河北省石家庄市灵寿县）人，北宋大臣，高祖父是开国名将曹彬之子曹玘（慈圣皇后的父亲），曾祖父曹佾，祖父曹誘，父亲是曹戬。

## 生平
宣和元年（1119年）十二月廿九日，宋徽宗诏命曹湜娶皇女崇福帝姬，授左卫将军、驸马都尉。宣和三年（1121年），崇福帝姬去世，九月十六日，宋徽宗认为驸马都尉曹湜粗俗无状，应该送房州安置，等候帝姬出殡，开封府差人管押前去。其父曹戬不能训子，与宫观差遣。宣和四年（1122年）十一月廿六日下诏，荣州团练使、责授全州别驾、房州安置曹湜已经大赦，可以叙复。之后朝廷又命曹湜免安置居赐第。